# Deportes ecuestres en los Juegos Olímpicos de Londres 2012 – Concurso completo por equipos
El evento concurso completo por equipos de hípica en los Juegos Olímpicos de Londres 2012 tuvo lugar entre el 28 al 31 de agosto en Greenwich Park.

## Horario
Todos los horarios están en Tiempo Británico (UTC+1)
| Fecha                                                    | Tiempo | Ronda         |
| -------------------------------------------------------- | ------ | ------------- |
| Sábado, 28 de julio de 2012 Domingo, 29 de julio de 2012 | 10:00  | Doma          |
| Lunes, 30 July 2012                                      | 12:30  | Cross-country |
| Martes, 31 de julio de 2012                              | 10:30  | Salto         |

## Resultados

### Puestos después de doma
| Nación               | Resultados individuales | Resultados individuales | Resultados individuales | Penalides por equipos | Rank del equipo |
| Nación               | Jinete                  | Caballo                 | Penalides               | Penalides por equipos | Rank del equipo |
| -------------------- | ----------------------- | ----------------------- | ----------------------- | --------------------- | --------------- |
| Alemania (GER)       | Peter Thomsen           | Barny                   | 58.50                   | 119.10                | 1               |
| Alemania (GER)       | Dirk Schrade            | King Artus              | 39.80                   | 119.10                | 1               |
| Alemania (GER)       | Ingrid Klimke           | Butts Abraxxas          | 39.30                   | 119.10                | 1               |
| Alemania (GER)       | Sandra Auffarth         | Opgun Luovo             | 40.00                   | 119.10                | 1               |
| Alemania (GER)       | Michael Jung            | Sam                     | 40.60                   | 119.10                | 1               |
| Australia (AUS)      | Christopher Burton      | HP Leilani              | 46.10                   | 122.10                | 2               |
| Australia (AUS)      | Sam Griffiths           | Happy Times             | 45.40                   | 122.10                | 2               |
| Australia (AUS)      | Andrew Hoy              | Rutherglen              | 41.70                   | 122.10                | 2               |
| Australia (AUS)      | Lucinda Fredericks      | Flying Fish             | 40.00                   | 122.10                | 2               |
| Australia (AUS)      | Clayton Fredericks      | Bendigo                 | 40.40                   | 122.10                | 2               |
| Reino Unido (GBR)    | Nicola Wilson           | Opposition Buzz         | 51.70                   | 127.00                | 3               |
| Reino Unido (GBR)    | Mary King               | Imperial Cavalier       | 40.90                   | 127.00                | 3               |
| Reino Unido (GBR)    | Zara Phillips           | High Kingdom            | 46.10                   | 127.00                | 3               |
| Reino Unido (GBR)    | Kristina Cook           | Miners Frolic           | 42.00                   | 127.00                | 3               |
| Reino Unido (GBR)    | William Fox-Pitt        | Lionheart               | 44.10                   | 127.00                | 3               |
| Suecia (SWE)         | Linda Algotsson         | La Fair                 | 59.80                   | 128.20                | 4               |
| Suecia (SWE)         | Ludvig Svennerstål      | Shamwari                | 43.70                   | 128.20                | 4               |
| Suecia (SWE)         | Sara Algotsson Ostholt  | Wega                    | 39.30                   | 128.20                | 4               |
| Suecia (SWE)         | Niklas Lindbäck         | Keymaster               | 45.20                   | 128.20                | 4               |
| Suecia (SWE)         | Malin Petersen          | Sofarsogood             | 60.40                   | 128.20                | 4               |
| Nueva Zelanda (NZL)  | Jonelle Richards        | Flintstar               | 56.70                   | 128.20                | 4               |
| Nueva Zelanda (NZL)  | Jonathan Paget          | Clifton Promise         | 44.10                   | 128.20                | 4               |
| Nueva Zelanda (NZL)  | Caroline Powell         | Lenamore                | 52.20                   | 128.20                | 4               |
| Nueva Zelanda (NZL)  | Andrew Nicholson        | Nereo                   | 45.00                   | 128.20                | 4               |
| Nueva Zelanda (NZL)  | Mark Todd               | Campino                 | 39.10                   | 128.20                | 4               |
| Japón (JPN)          | Toshiyuki Tanaka        | Marquis de Plescop      | 55.00                   | 130.70                | 6               |
| Japón (JPN)          | Takayuki Yumira         | Latina                  | 58.50                   | 130.70                | 6               |
| Japón (JPN)          | Atsushi Negishi         | Pretty Darling          | 50.40                   | 130.70                | 6               |
| Japón (JPN)          | Kenki Sato              | Chippieh                | 42.20                   | 130.70                | 6               |
| Japón (JPN)          | Yoshiaki Oiwa           | Noonday de Conde        | 38.10                   | 130.70                | 6               |
| Estados Unidos (USA) | Boyd Martin             | Otis Barbotiere         | 50.70                   | 138.80                | 7               |
| Estados Unidos (USA) | Karen O'Connor          | Mr. Medicott            | 48.20                   | 138.80                | 7               |
| Estados Unidos (USA) | Tiana Courdray          | Ringwood Magister       | 52.00                   | 138.80                | 7               |
| Estados Unidos (USA) | William Coleman         | Twizzel                 | 46.30                   | 138.80                | 7               |
| Estados Unidos (USA) | Phillip Dutton          | Mystery Whisper         | 44.30                   | 138.80                | 7               |
| Bélgica (BEL)        | Virginie Caulier        | Nepal du Sudre          | 48.30                   | 139.00                | 8               |
| Bélgica (BEL)        | Carl Bouckaert          | Cyrano Z                | 53.00                   | 139.00                | 8               |
| Bélgica (BEL)        | Marc Rigouts            | Dunkas                  | 50.70                   | 139.00                | 8               |
| Bélgica (BEL)        | Joris van Springel      | Lully des Aulnes        | 51.90                   | 139.00                | 8               |
| Bélgica (BEL)        | Karin Donckers          | Gazelle de la Brasserie | 40.00                   | 139.00                | 8               |
| Francia (FRA)        | Denis Mesples           | Oregon de la Vigne      | 61.50                   | 142.90                | 9               |
| Francia (FRA)        | Aurelien Kahn           | Cádiz                   | 55.90                   | 142.90                | 9               |
| Francia (FRA)        | Lionel Guyon            | Nemetis de Lalou        | 50.90                   | 142.90                | 9               |
| Francia (FRA)        | Donatien Schauly        | Ocarina du Chanois      | 44.40                   | 142.90                | 9               |
| Francia (FRA)        | Nicolas Touzaint        | Hildago de L'Ile        | 47.60                   | 142.90                | 9               |
| Irlanda (IRL)        | Michael Ryan            | Ballylynch Adventure    | 60.20                   | 152.10                | 10              |
| Irlanda (IRL)        | Aoife Clark             | Master Crusoe           | 48.90                   | 152.10                | 10              |
| Irlanda (IRL)        | Joseph Murphy           | Electric Cruise         | 55.60                   | 152.10                | 10              |
| Irlanda (IRL)        | Camilla Speirs          | Portersize Just a Jiff  | 47.60                   | 152.10                | 10              |
| Irlanda (IRL)        | Mark Kyle               | Coolio                  | 58.70                   | 152.10                | 10              |
| Canadá (CAN)         | Michelle Mueller        | Amistad                 | 57.00                   | 154.10                | 11              |
| Canadá (CAN)         | Hawley Bennett-Awad     | Gin & Juice             | 48.70                   | 154.10                | 11              |
| Canadá (CAN)         | Peter Barry             | Kilrodan Abbott         | 61.70                   | 154.10                | 11              |
| Canadá (CAN)         | Jessica Phoenix         | Exponential             | 54.80                   | 154.10                | 11              |
| Canadá (CAN)         | Rebecca Howard          | Riddle Master           | 50.60                   | 154.10                | 11              |
| Países Bajos (NED)   | Tim Lips                | Oncarlos                | 51.70                   | 154.50                | 12              |
| Países Bajos (NED)   | Andrew Heffernan        | Millthyme Corolla       | 50.60                   | 154.50                | 12              |
| Países Bajos (NED)   | Elaine Pen              | Vira                    | 52.20                   | 154.50                | 12              |
| Brasil (BRA)         | Marcio Carvalho         | Josephine               | 58.50                   | 170.40                | 13              |
| Brasil (BRA)         | Serguei Fofanoff        | Barbara                 | 72.00                   | 170.40                | 13              |
| Brasil (BRA)         | Marcelo Tosi            | Eleda All Black         | 58.00                   | 170.40                | 13              |
| Brasil (BRA)         | Ruy Fonseca             | Tom Bombadill Too       | 53.90                   | 170.40                | 13              |

Nota: Las sanciones anteriores son del equipo para los tres primeros de cada equipo en esta etapa y pueden no coincidir con las puntuaciones totales finales. Los resultados finales se determinó añadiendo las puntuaciones totales de los miembros del equipo de los tres primeros al final de la competición.

### Puestos después de cross-country
| Nación               | Resultados individuales | Resultados individuales | Resultados individuales | Resultados individuales | Total Penalides del equipo | Rank del equipo |
| Nación               | Jinete                  | Caballo                 | Cross Country Penalides | Total Penalides         | Total Penalides del equipo | Rank del equipo |
| -------------------- | ----------------------- | ----------------------- | ----------------------- | ----------------------- | -------------------------- | --------------- |
| Alemania (GER)       | Peter Thomsen           | Barny                   | 5.20                    | 63.70                   | 124.70                     | 1               |
| Alemania (GER)       | Dirk Schrade            | King Artus              | 10.80                   | 50.60                   | 124.70                     | 1               |
| Alemania (GER)       | Ingrid Klimke           | Butts Abraxxas          | 0.00                    | 39.30                   | 124.70                     | 1               |
| Alemania (GER)       | Sandra Auffarth         | Opgun Luovo             | 4.80                    | 44.80                   | 124.70                     | 1               |
| Alemania (GER)       | Michael Jung            | Sam                     | 0.00                    | 40.60                   | 124.70                     | 1               |
| Reino Unido (GBR)    | Nicola Wilson           | Opposition Buzz         | 0.00                    | 51.70                   | 130.20                     | 2               |
| Reino Unido (GBR)    | Mary King               | Imperial Cavalier       | 1.20                    | 42.10                   | 130.20                     | 2               |
| Reino Unido (GBR)    | Zara Phillips           | High Kingdom            | 0.00                    | 46.10                   | 130.20                     | 2               |
| Reino Unido (GBR)    | Kristina Cook           | Miners Frolic           | 0.00                    | 42.00                   | 130.20                     | 2               |
| Reino Unido (GBR)    | William Fox-Pitt        | Lionheart               | 9.20                    | 53.30                   | 130.20                     | 2               |
| Suecia (SWE)         | Linda Algotsson         | La Fair                 | 20.00                   | 79.80                   | 131.40                     | 3               |
| Suecia (SWE)         | Ludvig Svennerstål      | Shamwari                | 0.40                    | 44.10                   | 131.40                     | 3               |
| Suecia (SWE)         | Sara Algotsson Ostholt  | Wega                    | 0.00                    | 39.30                   | 131.40                     | 3               |
| Suecia (SWE)         | Niklas Lindbäck         | Keymaster               | 2.80                    | 48.00                   | 131.40                     | 3               |
| Suecia (SWE)         | Malin Petersen          | Sofarsogood             | 0.80                    | 61.20                   | 131.40                     | 3               |
| Nueva Zelanda (NZL)  | Jonelle Richards        | Flintstar               | 6.00                    | 62.70                   | 133.40                     | 4               |
| Nueva Zelanda (NZL)  | Jonathan Paget          | Clifton Promise         | 4.80                    | 48.90                   | 133.40                     | 4               |
| Nueva Zelanda (NZL)  | Caroline Powell         | Lenamore                | 1.60                    | 53.80                   | 133.40                     | 4               |
| Nueva Zelanda (NZL)  | Andrew Nicholson        | Nereo                   | 0.00                    | 45.00                   | 133.40                     | 4               |
| Nueva Zelanda (NZL)  | Mark Todd               | Campino                 | 0.40                    | 39.50                   | 133.40                     | 4               |
| Estados Unidos (USA) | Boyd Martin             | Otis Barbotiere         | 3.60                    | 54.30                   | 155.20                     | 5               |
| Estados Unidos (USA) | Karen O'Connor          | Mr. Medicott            | 5.60                    | 53.80                   | 155.20                     | 5               |
| Estados Unidos (USA) | Tiana Courdray          | Ringwood Magister       | 25.60                   | 77.60                   | 155.20                     | 5               |
| Estados Unidos (USA) | William Coleman         | Twizzel                 | 36.40                   | 82.70                   | 155.20                     | 5               |
| Estados Unidos (USA) | Phillip Dutton          | Mystery Whisper         | 2.80                    | 47.10                   | 155.20                     | 5               |
| Australia (AUS)      | Christopher Burton      | HP Leilani              | 0.00                    | 46.10                   | 173.40                     | 6               |
| Australia (AUS)      | Sam Griffiths           | Happy Times             | Eliminado               | 1000.00                 | 173.40                     | 6               |
| Australia (AUS)      | Andrew Hoy              | Rutherglen              | 7.60                    | 49.30                   | 173.40                     | 6               |
| Australia (AUS)      | Lucinda Fredericks      | Flying Fish             | 38.00                   | 78.00                   | 173.40                     | 6               |
| Australia (AUS)      | Clayton Fredericks      | Bendigo                 | Eliminado               | 1000.00                 | 173.40                     | 6               |
| Francia (FRA)        | Denis Mesples           | Oregon de la Vigne      | 46.00                   | 107.50                  | 177.70                     | 7               |
| Francia (FRA)        | Aurelien Kahn           | Cádiz                   | 39.60                   | 95.50                   | 177.70                     | 7               |
| Francia (FRA)        | Lionel Guyon            | Nemetis de Lalou        | 20.00                   | 70.90                   | 177.70                     | 7               |
| Francia (FRA)        | Donatien Schauly        | Ocarina du Chanois      | 7.20                    | 51.60                   | 177.70                     | 7               |
| Francia (FRA)        | Nicolas Touzaint        | Hildago de L'Ile        | 7.60                    | 55.20                   | 177.70                     | 7               |
| Irlanda (IRL)        | Michael Ryan            | Ballylynch Adventure    | Eliminado               | 1000.00                 | 178.80                     | 8               |
| Irlanda (IRL)        | Aoife Clark             | Master Crusoe           | 3.60                    | 52.50                   | 178.80                     | 8               |
| Irlanda (IRL)        | Joseph Murphy           | Electric Cruise         | 4.80                    | 60.40                   | 178.80                     | 8               |
| Irlanda (IRL)        | Camilla Speirs          | Portersize Just a Jiff  | Eliminado               | 1000.00                 | 178.80                     | 8               |
| Irlanda (IRL)        | Mark Kyle               | Coolio                  | 7.20                    | 65.90                   | 178.80                     | 8               |
| Bélgica (BEL)        | Virginie Caulier        | Nepal du Sudre          | 21.20                   | 69.50                   | 185.80                     | 9               |
| Bélgica (BEL)        | Carl Bouckaert          | Cyrano Z                | Eliminado               | 1000.00                 | 185.80                     | 9               |
| Bélgica (BEL)        | Marc Rigouts            | Dunkas                  | 56.80                   | 107.50                  | 185.80                     | 9               |
| Bélgica (BEL)        | Joris van Springel      | Lully des Aulnes        | 12.80                   | 64.70                   | 185.80                     | 9               |
| Bélgica (BEL)        | Karin Donckers          | Gazelle de la Brasserie | 11.60                   | 51.60                   | 185.80                     | 9               |
| Brasil (BRA)         | Marcio Carvalho         | Josephine               | 42.80                   | 101.30                  | 269.20                     | 10              |
| Brasil (BRA)         | Serguei Fofanoff        | Barbara                 | Eliminado               | 1000.00                 | 269.20                     | 10              |
| Brasil (BRA)         | Marcelo Tosi            | Eleda All Black         | 29.60                   | 87.60                   | 269.20                     | 10              |
| Brasil (BRA)         | Ruy Fonseca             | Tom Bombadill Too       | 46.40                   | 80.30                   | 269.20                     | 10              |
| Países Bajos (NED)   | Tim Lips                | Oncarlos                | 22.00                   | 73.70                   | 1136.70                    | 11              |
| Países Bajos (NED)   | Andrew Heffernan        | Millthyme Corolla       | 12.40                   | 63.00                   | 1136.70                    | 11              |
| Países Bajos (NED)   | Elaine Pen              | Vira                    | Eliminado               | 1000.00                 | 1136.70                    | 11              |
| Canadá (CAN)         | Michelle Mueller        | Amistad                 | 63.20                   | 120.20                  | 1177.40                    | 12              |
| Canadá (CAN)         | Hawley Bennett-Awad     | Gin & Juice             | Eliminado               | 1000.00                 | 1177.40                    | 12              |
| Canadá (CAN)         | Peter Barry             | Kilrodan Abbott         | Eliminado               | 1000.00                 | 1177.40                    | 12              |
| Canadá (CAN)         | Jessica Phoenix         | Exponential             | 2.40                    | 57.20                   | 1177.40                    | 12              |
| Canadá (CAN)         | Rebecca Howard          | Riddle Master           | Eliminado               | 1000.00                 | 1177.40                    | 12              |
| Japón (JPN)          | Toshiyuki Tanaka        | Marquis de Plescop      | 60.00                   | 115.00                  | 1191.00                    | 13              |
| Japón (JPN)          | Takayuki Yumira         | Latina                  | Eliminado               | 1000.00                 | 1191.00                    | 13              |
| Japón (JPN)          | Atsushi Negishi         | Pretty Darling          | 25.60                   | 76.00                   | 1191.00                    | 13              |
| Japón (JPN)          | Kenki Sato              | Chippieh                | Eliminado               | 1000.00                 | 1191.00                    | 13              |
| Japón (JPN)          | Yoshiaki Oiwa           | Noonday de Conde        | Eliminado               | 1000.00                 | 1191.00                    | 13              |

Nota: Las sanciones anteriores son del equipo para los tres primeros de cada equipo en esta etapa y pueden no coincidir con las puntuaciones totales finales. Los resultados finales se determinó añadiendo las puntuaciones totales de los miembros del equipo de los tres primeros al final de la competición.

### Puestos después de Salto (final)
Los resultados finales de abajo, determinado por la combinación de las tres mejores puntuaciones totales de cada equipo.
| Nación               | Resultados individuales | Resultados individuales | Resultados individuales | Resultados individuales | Total Penalides del equipo | Rank del equipo   |
| Nación               | Jinete                  | Caballo                 | Jumping Penalides       | Total Penalides         | Total Penalides del equipo | Rank del equipo   |
| -------------------- | ----------------------- | ----------------------- | ----------------------- | ----------------------- | -------------------------- | ----------------- |
| Alemania (GER)       | Peter Thomsen           | Barny                   | 8.00                    | 71.70                   | 133.70                     | Medalla de oro    |
| Alemania (GER)       | Dirk Schrade            | King Artus              | 0.00                    | 50.60                   | 133.70                     | Medalla de oro    |
| Alemania (GER)       | Ingrid Klimke           | Butts Abraxxas          | 9.00                    | 48.30                   | 133.70                     | Medalla de oro    |
| Alemania (GER)       | Sandra Auffarth         | Opgun Luovo             | 0.00                    | 44.80                   | 133.70                     | Medalla de oro    |
| Alemania (GER)       | Michael Jung            | Sam                     | 0.00                    | 40.60                   | 133.70                     | Medalla de oro    |
| Reino Unido (GBR)    | Nicola Wilson           | Opposition Buzz         | 4.00                    | 55.70                   | 138.20                     | Medalla de plata  |
| Reino Unido (GBR)    | Mary King               | Imperial Cavalier       | 0.00                    | 42.10                   | 138.20                     | Medalla de plata  |
| Reino Unido (GBR)    | Zara Phillips           | High Kingdom            | 7.00                    | 53.10                   | 138.20                     | Medalla de plata  |
| Reino Unido (GBR)    | Kristina Cook           | Miners Frolic           | 1.00                    | 43.00                   | 138.20                     | Medalla de plata  |
| Reino Unido (GBR)    | William Fox-Pitt        | Lionheart               | 0.00                    | 53.30                   | 138.20                     | Medalla de plata  |
| Nueva Zelanda (NZL)  | Jonelle Richards        | Flintstar               | 9.00                    | 71.70                   | 144.40                     | Medalla de bronce |
| Nueva Zelanda (NZL)  | Jonathan Paget          | Clifton Promise         | 4.00                    | 52.90                   | 144.40                     | Medalla de bronce |
| Nueva Zelanda (NZL)  | Caroline Powell         | Lenamore                | 4.00                    | 57.80                   | 144.40                     | Medalla de bronce |
| Nueva Zelanda (NZL)  | Andrew Nicholson        | Nereo                   | 0.00                    | 45.00                   | 144.40                     | Medalla de bronce |
| Nueva Zelanda (NZL)  | Mark Todd               | Campino                 | 7.00                    | 46.50                   | 144.40                     | Medalla de bronce |
| Suecia (SWE)         | Linda Algotsson         | La Fair                 | 0.00                    | 79.80                   | 148.40                     | 4                 |
| Suecia (SWE)         | Ludvig Svennerstål      | Shamwari                | 8.00                    | 52.10                   | 148.40                     | 4                 |
| Suecia (SWE)         | Sara Algotsson Ostholt  | Wega                    | 0.00                    | 39.30                   | 148.40                     | 4                 |
| Suecia (SWE)         | Niklas Lindbäck         | Keymaster               | 9.00                    | 57.00                   | 148.40                     | 4                 |
| Suecia (SWE)         | Malin Petersen          | Sofarsogood             | 6.00                    | 67.00                   | 148.40                     | 4                 |
| Irlanda (IRL)        | Michael Ryan            | Ballylynch Adventure    | Eliminado               | 1000.00                 | 184.80                     | 5                 |
| Irlanda (IRL)        | Aoife Clark             | Master Crusoe           | 0.00                    | 52.50                   | 184.80                     | 5                 |
| Irlanda (IRL)        | Joseph Murphy           | Electric Cruise         | 0.00                    | 60.40                   | 184.80                     | 5                 |
| Irlanda (IRL)        | Camilla Speirs          | Portersize Just a Jiff  | Eliminado               | 1000.00                 | 184.80                     | 5                 |
| Irlanda (IRL)        | Mark Kyle               | Coolio                  | 6.00                    | 71.90                   | 184.80                     | 5                 |
| Australia (AUS)      | Christopher Burton      | HP Leilani              | 4.00                    | 50.10                   | 186.40                     | 6                 |
| Australia (AUS)      | Sam Griffiths           | Happy Times             | Eliminado               | 1000.00                 | 186.40                     | 6                 |
| Australia (AUS)      | Andrew Hoy              | Rutherglen              | 8.00                    | 57.30                   | 186.40                     | 6                 |
| Australia (AUS)      | Lucinda Fredericks      | Flying Fish             | 1.00                    | 79.00                   | 186.40                     | 6                 |
| Australia (AUS)      | Clayton Fredericks      | Bendigo                 | Eliminado               | 1000.00                 | 186.40                     | 6                 |
| Estados Unidos (USA) | Boyd Martin             | Otis Barbotiere         | Se retiró               | 1000.00                 | 208.60                     | 7                 |
| Estados Unidos (USA) | Karen O'Connor          | Mr. Medicott            | 0.00                    | 53.80                   | 208.60                     | 7                 |
| Estados Unidos (USA) | Tiana Courdray          | Ringwood Magister       | 11.00                   | 88.60                   | 208.60                     | 7                 |
| Estados Unidos (USA) | William Coleman         | Twizzel                 | 2.00                    | 84.70                   | 208.60                     | 7                 |
| Estados Unidos (USA) | Phillip Dutton          | Mystery Whisper         | 23.00                   | 70.10                   | 208.60                     | 7                 |
| Francia (FRA)        | Denis Mesples           | Oregon de la Vigne      | 19.00                   | 126.50                  | 230.60                     | 8                 |
| Francia (FRA)        | Aurelien Kahn           | Cádiz                   | 7.00                    | 102.50                  | 230.60                     | 8                 |
| Francia (FRA)        | Lionel Guyon            | Nemetis de Lalou        | 0.00                    | 70.90                   | 230.60                     | 8                 |
| Francia (FRA)        | Donatien Schauly        | Ocarina du Chanois      | Se retiró               | 1000.00                 | 230.60                     | 8                 |
| Francia (FRA)        | Nicolas Touzaint        | Hildago de L'Ile        | 2.00                    | 57.20                   | 230.60                     | 8                 |
| Brasil (BRA)         | Marcio Carvalho         | Josephine               | 4.00                    | 105.30                  | 295.20                     | 9                 |
| Brasil (BRA)         | Serguei Fofanoff        | Barbara                 | Eliminado               | 1000.00                 | 295.20                     | 9                 |
| Brasil (BRA)         | Marcelo Tosi            | Eleda All Black         | 10.00                   | 97.60                   | 295.20                     | 9                 |
| Brasil (BRA)         | Ruy Fonseca             | Tom Bombadill Too       | 12.00                   | 92.30                   | 295.20                     | 9                 |
| Bélgica (BEL)        | Virginie Caulier        | Nepal du Sudre          | 9.00                    | 78.50                   | 1134.10                    | 10                |
| Bélgica (BEL)        | Carl Bouckaert          | Cyrano Z                | Eliminado               | 1000.00                 | 1134.10                    | 10                |
| Bélgica (BEL)        | Marc Rigouts            | Dunkas                  | Se retiró               | 1000.00                 | 1134.10                    | 10                |
| Bélgica (BEL)        | Joris van Springel      | Lully des Aulnes        | Se retiró               | 1000.00                 | 1134.10                    | 10                |
| Bélgica (BEL)        | Karin Donckers          | Gazelle de la Brasserie | 4.00                    | 55.60                   | 1134.10                    | 10                |
| Países Bajos (NED)   | Tim Lips                | Oncarlos                | 13.00                   | 86.70                   | 1161.70                    | 11                |
| Países Bajos (NED)   | Andrew Heffernan        | Millthyme Corolla       | 12.00                   | 75.00                   | 1161.70                    | 11                |
| Países Bajos (NED)   | Elaine Pen              | Vira                    | Eliminado               | 1000.00                 | 1161.70                    | 11                |
| Japón (JPN)          | Toshiyuki Tanaka        | Marquis de Plescop      | 4.00                    | 119.00                  | 1207.00                    | 12                |
| Japón (JPN)          | Takayuki Yumira         | Latina                  | Eliminado               | 1000.00                 | 1207.00                    | 12                |
| Japón (JPN)          | Atsushi Negishi         | Pretty Darling          | 12.00                   | 88.00                   | 1207.00                    | 12                |
| Japón (JPN)          | Kenki Sato              | Chippieh                | Eliminado               | 1000.00                 | 1207.00                    | 12                |
| Japón (JPN)          | Yoshiaki Oiwa           | Noonday de Conde        | Eliminado               | 1000.00                 | 1207.00                    | 12                |
| Canadá (CAN)         | Michelle Mueller        | Amistad                 | Se retiró               | 1000.00                 | 2071.20                    | 13                |
| Canadá (CAN)         | Hawley Bennett-Awad     | Gin & Juice             | Eliminado               | 1000.00                 | 2071.20                    | 13                |
| Canadá (CAN)         | Peter Barry             | Kilrodan Abbott         | Eliminado               | 1000.00                 | 2071.20                    | 13                |
| Canadá (CAN)         | Jessica Phoenix         | Exponential             | 14.00                   | 71.20                   | 2071.20                    | 13                |
| Canadá (CAN)         | Rebecca Howard          | Riddle Master           | Eliminado               | 1000.00                 | 2071.20                    | 13                |